# Bèthlòc e Sent Clamenç
Bèthlòc e Sent Clamenç (en francès Belloc-Saint-Clamens) és un municipi francès situat al departament del Gers i a la regió d'Occitània.

## Geografia

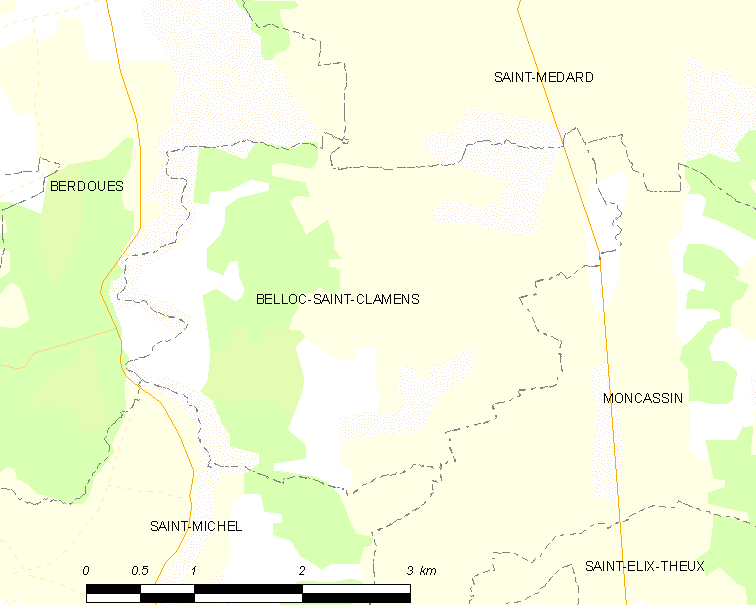
Mapa de la comuna de Bèthlòc e Sent Clamenç

## Administració
| Període   | Identitat       | Partit        |
| --------- | --------------- | ------------- |
| 2001-2008 | Odile Lacoste   | Divers gauche |
| 2008-     | Claudine Ladois |               |

## Demografia
| 1962                                       | 1968 | 1975 | 1982 | 1990 | 1999 | 2006 |
| ------------------------------------------ | ---- | ---- | ---- | ---- | ---- | ---- |
| 182                                        | 177  | 144  | 143  | 147  | 148  | 143  |
| Des de 1962: població sense dobles comptes |      |      |      |      |      |      |